# Дело Кокорина и Мамаева
Де́ло Коко́рина и Мама́ева — судебный процесс над футболистами: нападающим петербургского «Зенита» Александром Кокориным и полузащитником «Краснодара» Павлом Мамаевым, которые обвинялись в побоях и хулиганстве из-за двух драк в Москве, произошедших утром 8 октября 2018 года. В одной из них пострадали глава департамента автопрома и железнодорожного машиностроения Минпромторга Денис Пак и гендиректор ФГУП «НАМИ» Сергей Гайсин, в другой — водитель сотрудницы «Первого канала» Ольги Ушаковой — Виталий Соловчук. На скамье подсудимых также находились младший брат одного из футболистов, Кирилл Кокорин, и их общий знакомый — Александр Протасовицкий. 8 мая 2019 года Пресненский суд Москвы приговорил обвиняемых к реальным срокам: братья Кокорины получили по полтора года колонии общего режима, Мамаев и Протасовицкий по 1 году и 5 месяцам колонии общего режима. Вынесенный приговор совпал с требованиями обвинения, выдвинутыми в ходе заседания 6 мая 2019 года.
20 мая 2019 года стало известно, что прокуратура обжаловала приговор. Претензии прокуратуры состояли в том, что суд исключил из обвинительного приговора обстоятельство о «предварительном сговоре», при этом речь об ужесточении наказания не велась, об этом рассказывал адвокат Игорь Бушманов, защищающий интересы Мамаева. Адвокат Кокориных Вячеслав Барик заявлял, что прокуратура также настаивала на том, что «суд не указал пункт „а“ в части 1 статьи 213 в квалификации преступления, то есть „совершение преступления с использованием предмета в качестве оружия“, речь о стуле». Также апелляционную жалобу подавали обе стороны защиты.
13 июня 2019 года состоялось повторное заседание суда, связанное с рассмотрением всех жалоб на приговор. Подозреваемых доставили в здание суда из СИЗО, потерпевшие отказались участвовать в заседании. Суд выслушал адвокатов обвиняемых и самих обвиняемых, после чего Мосгорсуд постановил отменить приговор Пресненского суда и вынес новый, с сохранением сроков содержания под стражей и добавлением пункта „а“ в части 1 статьи 213 Уголовного Кодекса Российской Федерации. В связи с рассмотрением апелляции отсрочка приговора стала невозможна. Следующей возможностью адвокатов отстоять позицию своих подзащитных могло стать обращение в президиум Городского суда с подачей кассации. После рассмотрения апелляции приговор вступил в законную силу.
4 июля 2019 года представитель столичного управления ФСИН Сергей Цыганков сообщил, что осуждённые были отправлены в колонию. Ранее стало известно, что все четверо фигурантов этого дела будут отбывать наказание в одной колонии. Об этом в конце июня сообщил заместитель директора ФСИН Валерий Максименко, не уточнив, в какое конкретно учреждение направят Кокориных, Мамаева и Протасовицкого. Позже стало известно, что футболисты будут отбывать наказание в исправительной колонии №4, расположенной в Белгородской области, в городе Алексеевка. СМИ отмечали, что ИК-4 находится в 80 км от города Валуйки, где родился Александр Кокорин.
6 сентября 2019 года на территории исправительной колонии состоялось выездное заседание Алексеевского суда, по итогам которого было принято решение удовлетворить прошение Кирилла и Александра Кокориных, а также Павла Мамаева об условно-досрочном освобождении. 17 сентября 2019 года братья Кокорины и Мамаев вышли на свободу.
13 мая 2020 года, спустя 8 месяцев после выхода футболистов на свободу, второй кассационный суд общей юрисдикции направил на новое апелляционное рассмотрение приговор Мосгорсуда от 13 июня 2019 года. По сообщению пресс-службы суда, такое решение было принято «ввиду существенных нарушений уголовного и уголовно-процессуального закона» при вынесении приговора. 3 августа 2020 года Мосгорсуд отменил апелляционный приговор по этому делу. Согласно новому решению суда Павел Мамаев, Кирилл Кокорин и Александр Протасовицкий были оправданы по статье «Хулиганство», их реальные сроки заменены годом исправительных работ, а у Кокорина-младшего и Протасовицкого также удержанием десяти процентов от зарплаты. При этом, наказание Александра Кокорина осталось прежним (1,5 года колонии).
Процесс вызвал бурную общественную реакцию, связанную также с репутацией этих двух футболистов, ранее попадавших в скандалы. Например, когда после вылета сборной с Евро-2016 их застали бурно отдыхающими в одном из заведений в Монте-Карло.

## Хронология событий
7 октября 2018 года в рамках 10-го тура Чемпионата России по футболу 2018/2019 на стадионе «Газпром Арена» в Санкт-Петербурге состоялся матч «Зенит» — «Краснодар». Команда хозяев одержала победу со счётом 2-1, Павел Мамаев провёл на поле 90 минут и отметился забитым голом с пенальти, а Александр Кокорин вышел на замену после перерыва, так как на тот момент недавно восстановился от травмы колена.
После матча Кокорин и Мамаев решили отметить наступившее накануне десятилетие дружбы, для чего на скоростном поезде «Сапсан» отправились в Москву. По сообщениям некоторых источников, среди которых был в том числе стендап-комик и видеоблогер Данила Поперечный, футболисты вели себя неподобающим образом, устроив пьяный дебош в поезде. Официальный представитель РЖД, однако, опроверг эту информацию, заявив, что компания не имеет никаких претензий к футболистам и информация о беспорядках в поезде не соответствует действительности.

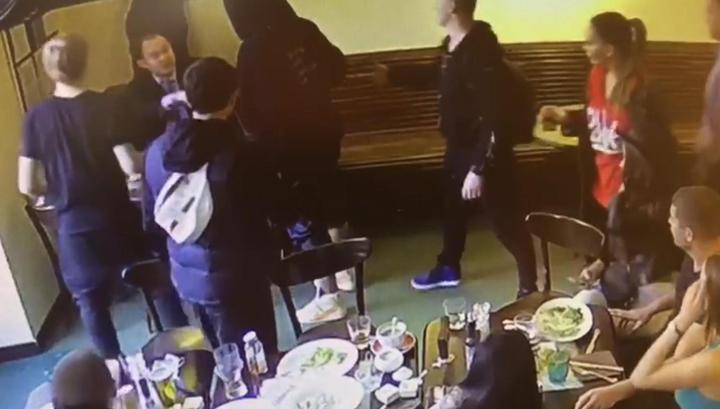
Кадры драки Мамаева и Кокорина с чиновниками Минпромторга

Утром 8 октября 2018 года в ряде СМИ появилась информация о том, что футболисты Александр Кокорин и Павел Мамаев стали участниками конфликта с двумя чиновниками Министерства промышленности и торговли, произошедшего в кафе на Арбате. По словам источников в кафе между футболистами Кокориным, Мамаевым и чиновником федерального ведомства возник словесный конфликт, в ходе которого спортсмены словесно оскорбили госслужащего и ударили его по лицу. В заявлении пострадавших были указаны фамилии футболистов. На следующий день, 9 октября 2018 года появилась информация, что в дежурную часть отдела МВД России по Пресненскому району поступило заявление от 36-летней женщины, проживающей в Подмосковье. Она пояснила, что на пересечении улиц 2-я Брестская и Большая Садовая несколько неизвестных разбили стекло и повредили заднюю дверь принадлежащего ей автомобиля Mercedes, а также нанесли телесные повреждения водителю автомобиля, Виталию Соловчуку. Женщиной, подавшей заявление, оказалась ведущая «Первого канала» Ольга Ушакова. Фамилий нападавших в заявлении указано не было, но источники российских информагентств почти сразу сообщили о причастности к этому инциденту футболистов Мамаева и Кокорина. Данный дорожный конфликт произошёл за несколько часов до событий в кофейне, а пострадавший водитель был госпитализирован с черепно-мозговой травмой и переломом носа. Позднее Соловчук опознал в нападавших Мамаева и Кокорина.
По факту избиения водителя Mercedes, Пака и Гайсина полиция возбудила уголовное дело по статье 116 УК РФ (Побои), о чём было сообщено на сайте ведомства. Позднее московская полиция также возбудила уголовное дело по более тяжкой статье 213 УК РФ (Хулиганство) в отношении футболистов Александра Кокорина и Павла Мамаева по факту нанесения побоев людям в кафе на Большой Никитской улице 8 октября, о чём было сообщено на сайте столичного ГУ МВД. В сообщении ГУ МВД также отмечалось, что Кокорин и Мамаев должны явиться на допрос к следователю до 18.00 среды, 10 октября, иначе будут объявлены в федеральный розыск. Вскоре после публикации этого сообщения московская полиция заявила, что в полицию пришёл один из футболистов — Мамаев. Александр Кокорин опоздал на допрос на полтора часа, но в федеральный розыск его не объявляли. По результатам допроса оба футболиста были задержаны на 48 часов. Вскоре были также задержаны 19-летний брат Александра, Кирилл Кокорин и 33-летний Александр Протасовицкий, друг футболистов.

## Реакция общественности
Футбольные клубы почти сразу же выступили с заявлениями по поводу сложившейся ситуации. Руководство «Зенита» осудило поступок своего футболиста, заявив, что «с человеческой и эмоциональной точки зрения подобный инцидент вызывает только стыд», однако отказались обсуждать какое-либо наказание игрока, отметив, что оно последует в будущем, а «в настоящий момент руководство „Зенита“ и болельщики не чувствуют ничего, кроме разочарования, что один из наиболее талантливых футболистов страны повёл себя отвратительно».
Реакция «Краснодара» была более жёсткой. Сначала пресс-служба клуба заявила, что клуб и команда «считают неприемлемыми и осуждают любые формы насилия» и «уверены, что данному инциденту будет дана соответствующая правовая и юридическая оценка». На следующий день, 10 октября, на официальном сайте клуба появилось ещё одно сообщение, в котором указывалось, что к игроку будет применён максимально возможный материальный и дисциплинарный штраф, также клуб начал изучать вопрос возможного расторжения контракта, но «к сожалению, контракты составлены таким образом, что они максимально защищают профессиональных спортсменов».
Министр спорта Павел Колобков, комментируя инцидент, напомнил, что футболисты Кокорин и Мамаев сейчас не вызываются в сборную и, видимо, «уже никогда не будут». Также он добавил, что по его мнению, «владельцы клубов, которые они представляют, тоже сделают выводы».
Член исполкома РФС Игорь Лебедев в своём микроблоге в Твиттере написал, что «Поведение Кокорина и Мамаева в ближайшее время будет рассмотрено комитетом по этике Российского футбольного союза». Он также заявил, что они «умерли как футболисты».
РПЛ осудила поведение футболистов и заявила, что виновные должны понести «самое суровое наказание», потому что «хулиганам не место в футболе».
Инцидент прокомментировали и в Кремле. «Безусловно, как и вся страна, мы на это обратили внимание. Сами видели достаточно неприятные видеокадры, которые были опубликованы», — отметил пресс-секретарь президента Дмитрий Песков, добавив, что на его взгляд, правоохранительным органам «не составит никакого труда выяснить обстоятельства этого дела».
Член Государственного Совета Российской Федерации Владимир Жириновский выступил за то, чтобы Кокорин и Мамаев выплатили компенсацию пострадавшим в размере 1 млн евро, но не отправлялись в тюрьму: по его мнению, их стоило бы отправить в «горячую точку» (например, в Сирию), чтобы футболисты могли учить местных военных или детей играть в футбол, занимаясь тем самым общественно полезной деятельностью.

## Уголовное дело
11 октября 2018 года Тверской районный суд арестовал всех четырёх подозреваемых. Их действия были квалифицированы как хулиганство организованной группой (часть 2 статьи 213 УК) и побои (статья 116 УК).
Потерпевший Виталий Соловчук в своём заявлении указал, что конфликт начался с того, что в его машину села неизвестная девушка в состоянии сильного опьянения, затем он услышал мужской голос, его вытащили из машины и начали бить. Затем он пытался убежать от нападавших, но они догнали его, повалили и избили ногами. К материалам была приложена справка из ГКБ им. Боткина с диагнозом «закрытая черепно-мозговая травма, закрытый перелом костей носа, сотрясение мозга, ушибы мягких тканей лица».
В заявлении Пака было указано, что он попросил компанию футболистов не высказываться пренебрежительно о его национальности, что спровоцировало конфликт и последующий удар стулом со стороны Кокорина. Сергей Гайсин, который был рядом с Паком, просил участников конфликта успокоиться, но ему рассекли губу и угрожали, в том числе звучала фраза: «Вам повезло, что вы еще живы». Потасовка, по словам потерпевшего, длилась восемь минут.
Следствие попросило арестовать обоих футболистов и их сообщников на два месяца, до 8 декабря. Следователь заявила, что у футболистов «есть связи и деньги» и, оставшись на свободе, они могут уехать из России, скрыться от следствия и оказать давление на свидетелей. Кокорин и Мамаев просили не лишать их свободы, дать шанс загладить вину и извиниться, настаивали на том, что готовы сотрудничать со следствием и сдать загранпаспорта, но суд принял решение об аресте.
30 ноября 2018 года стало известно, что 5 декабря суд рассмотрит ходатайство о продлении срока содержания футболистов и их сообщников под стражей. В этот же день представитель защиты, адвокат Татьяна Стукалова, заявила, что «обстоятельства уголовного дела изменились в пользу обвиняемых». В день заседания она также обратилась к общественности через свою страницу в Instagram и указала, что «потерпевшие сами спровоцировали конфликт». 5 декабря Тверской районный суд Москвы продлил срок содержания под стражей братьев Кокориных, Мамаева и Протасовицкого до 8 февраля 2019 года. Следствие заявило, что «срок ареста необходимо продлить в связи с тяжестью преступления». Кроме того, фигуранты, по мнению следствия, могли попытаться скрыться в случае освобождения. На заседании оба футболиста частично признали свою вину. Мамаев указал, что не участвовал в драке в кофейне, что на очной ставке подтвердили пострадавшие, по эпизоду с нападением на водителя он признал свою вину частично. Кокорин, наоборот, заявил, что не бил водителя, а также, что его в процессе следственных действий оскорбил следователь. Кроме этого, Александр заявил, что частично признаёт свою вину, раскаивается в своих действиях и просит суд отпустить их на свободу.
В конце января 2019 года адвокат Мамаева Игорь Бушманов заявил, что суд скорее всего продлит арест его клиента, но выразил надежду на изменение меры пресечения на домашний арест, отметив, однако, что почти уверен, что не будет никаких послаблений. Адвокат Кокорина Татьяна Стукалова тоже не надеялась на то, что её подзащитный скоро покинет стены «Бутырки». 6 февраля Тверской суд продлил содержание всех фигурантов уголовного дела под стражей ещё на два месяца — до 8 апреля 2019 года.
26 марта 2019 года пресс-служба Пресненского районного суда сообщила, что 3 апреля в закрытом режиме состоится предварительное слушание по делу. По результатам медицинской экспертизы следствие переквалифицировало обвинение Кокорину и Мамаеву со статьи «Побои» на статью «Умышленное причинение легкого вреда здоровью». Им вменялась также ч. 2 ст. 213 УК РФ («Хулиганство»), которая предусматривает наказание до семи лет лишения свободы. По результатам заседания, прошедшего 3 апреля 2019 года, срок содержания подозреваемых в СИЗО был продлён до 25 сентября, несмотря на просьбы защиты изменить меру пресечения на домашний арест и подписку о невыезде.

## Приговор по делу
6 мая 2019 года на очередном заседании суда прокурор Светлана Тарасова потребовала для братьев Кокориных полтора года колонии общего режима, для Мамаева и Протасовицкого — год и пять месяцев. 8 мая 2019 года суд удовлетворил требования обвинения и приговорил всех фигурантов дела к реальным срокам, признав их виновными. Александр Кокорин, выступая с последним словом, попросил прощения перед всеми за себя и за брата, и расплакался.
27 мая адвокат Игорь Бушманов, представляющий интересы Мамаева, сообщил, что «Уголовное дело по апелляционным жалобам защиты и представления прокурора на приговор Пресненского суда направлено в Московский городской суд». Гособвинение было не согласно с исключением из обвинительного приговора формулировки «по предварительному сговору», при этом сроки просило сохранить. Сторона защиты в свою очередь просила исключить из приговора статью «Хулиганство» и убрать из приговора формулировку «в хулиганских побуждениях» и переквалифицировать действия, под неё попадающие. Обвиняемые оставались под стражей до вступления приговора в силу. Рассмотрение апелляции было назначено на 13 июня 2019 года.
13 июня 2019 года состоялось заседание суда, связанное с рассмотрением жалоб на приговор. Суд выслушал адвокатов защиты, а также предоставил слово всем обвиняемым. Все они высказывали надежду на снисхождение суда и просили отпустить их к семьям и к занятиям профессиональной деятельностью. Павел Мамаев, выступая перед судом, назвал происходящее «позором» и «очередным шоу». Александр Кокорин, отвечая на вопрос судьи про улыбки на лицах обвиняемых, рассказал, что недавно общался с человеком, который совершил убийство по неосторожности, и ему дали год и четыре месяца. «А мне — год и шесть. Как тут не улыбаться?» — добавил Александр. Мамаев, отвечая на подобный вопрос, заметил, что «в этой ситуации может победить только добро». Младший брат Александра, Кирилл Кокорин выразил мнение, что он сам и его сообщники гораздо полезнее для общества, находясь на свободе, а не в колонии. Адвокаты защиты в ходе выступления не раз указывали на то, что потерпевшие меняли свои показания в ходе процесса. Однако, Мосгорсуд постановил сохранить всем обвиняемым сроки, установленные решением Пресненского суда, но изменил приговор, включив в него пункт А в части 1 статьи 213 Уголовного Кодекса Российской Федерации.

### Реакция на оглашение приговора
После оглашения приговора глава Чечни Рамзан Кадыров выразил своё сочувствие футболистам, заявив, что «Александр и Павел продолжительное время не играли, отвыкли от футбола, получили моральный и психологический стресс. Дополнительные полгода в СИЗО еще больше отдалят их от большого футбола», при этом уточнил, что «законность обвинительного приговора не вызывает сомнения». Также он отметил, что футбольный клуб «Ахмат» готов пригласить футболистов в свой состав, когда они выйдут на свободу.
Бывший главный тренер сборной России Борис Игнатьев комментируя приговор, сказал, что «думал, что это просто несколько назидательно-показательный акт, что все закончится тем, что день вынесения приговора станет последним днем в здании суда, и они выйдут на свободу», также он выразил мнение, что «после вынесения такого приговора они могут озлобиться, и вера в справедливость пропадет напрочь». Кроме этого, он выразил мнение насчёт того, смогут ли футболисты после произошедшего вернуться на прежний уровень, по его мнению «молодые и талантливые люди при должном психологическом настрое, нацеленности на дальнейшую работу и огромном желании выйти на тот профессиональный уровень, который был до этого заточения, смогут преодолеть эту тяжелую ситуацию».
Футбольный тренер Ринат Билялетдинов выразил мнение, что футболисты «начнут с 2020 года новую жизнь». На его взгляд, Кокорин и Мамаев могли получить менее серьёзное наказание или вовсе избежать его, но общественный резонанс и наличие видеозаписей с доказательствами сыграли свою роль.
Министр спорта Павел Колобков также отреагировал на приговор, он сказал, что ему «жаль, что спортсмены в молодом возрасте по своей глупости совершают такие поступки и губят свои карьеры». Он также отметил, что «спортсмен должен каждый день соблюдать режим и готовиться, в этом залог мастерства и успеха», и выразил надежду, что «это послужит уроком не только для ребят, но и для нас всех, для других спортсменов».
Старший тренер футбольного клуба «Краснодар» Мурад Мусаев в эфире телеканала «Матч ТВ» рассказал, что «Мамаев понимал, что следующий скандал обернётся большими проблемами». Тренер также выразил сожаление о том, что его подопечный находится в тюрьме.

## Освобождение
10 августа 2019 года Кокорин и Мамаев в составе команды «Золотой лев», в которую вошли как осужденные, так и сотрудники ИК-4, приняли участие в товарищеском матче с белгородским клубом «Салют», выступающим в ПФЛ. Матч проходил при уменьшенных составах команд (пять игроков против пяти) на территории колонии, и закончился победой «Золотого льва» со счётом 4:2. Три гола за команду ИК-4 забил Павел Мамаев.
В начале августа 2019 года Кокорин и Мамаев подали прошение об условно-досрочном освобождении. Эту информацию подтвердили в Алексеевском районном суде Белгородской области, однако, дата рассмотрения была не назначена. По словам замдиректора ФСИН Валерия Максименко, футболисты проявляли себя с лучшей стороны и «встали на путь исправления», что могло позитивно сказаться на шансах выйти раньше срока. Однако, на решение суда мог повлиять общественный резонанс вокруг дела, считал юрист Александр Грибаков. Позже стало известно, что заседание суда по рассмотрению прошения об УДО состоится 6 сентября на территории исправительной колонии, где отбывают наказание осужденные. На прошедшем выездном заседании суд принял решение удовлетворить прошение осужденных за драку футболистов Александра Кокорина и Павла Мамаева, а также Кирилла Кокорина. Решение суда вступило в законную силу через 10 дней.
Утром 17 сентября Мамаев и братья Кокорины были освобождены из-под стражи. 8 ноября 2019 года последний фигурант этого дела, Александр Протасовицкий, вышел на свободу.

## Дальнейшая карьера футболистов

### Александр Кокорин
Сразу после освобождения Александр Кокорин заключил новый контракт с петербургским «Зенитом», предыдущий истёк 30 июня 2019 года. Петербургский клуб подал заявление на дозаявку Кокорина на чемпионат России 2019/20, но 20 сентября РФС отказал в удовлетворении заявления, мотивировав это тем, что 16 сентября, в последний день подачи документов на дозаявку, футболист не находился в расположении клуба. Таким образом Кокорин должен был выступать за «Зенит» только с января 2020 года. 17 февраля 2020 года стал игроком «Сочи» на правах аренды, не сыграв ни одного официального матча за «Зенит» после освобождения. Несмотря на критику руководства «Зенита», в мае 2020 года Кокорин переподписал действующий контракт с «Зенитом», чтобы выполнить арендное соглашение и доиграть сезон в сочинской команде. 19 июня 2020 года в матче с ФК «Ростов» (10:1) отметился хет-триком, благодаря которому вошёл в клуб Григория Федотова. По окончании аренды «Сочи» предложил пребывавшему в статусе свободного агента игроку заработную плату в размере 1,5 миллиона евро в год + бонусы на ту же сумму. Игрок от предложения отказался.
2 августа 2020 года официальный сайт московского «Спартака» объявил о переходе Кокорина на правах свободного агента, был подписан долгосрочный контракт по схеме «3+1».
21 января 2021 года появилась информация о согласовании перехода Кокорина в итальянскую «Фиорентину», подписание контракта было запланировано на 26 января, после медобследования. В этот же день, 21 января, Кокорин покинул расположение «Спартака» и на сайте команды было объявлено о договорённости с «Фиорентиной» о переходе.
31 августа 2022 года на правах аренды перешёл в лимасольский «Арис» до конца сезона 2022/23. Летом 2023 года вернулся в итальянский клуб, провёл один матч в Лиге конференций, а затем снова отправился в «Арис» на правах годичной аренды. 9 мая 2024 подписал постоянный контракт с кипрским клубом на срок до лета 2025 года. В мае 2025 года клуб на официальном сайте объявил о продлении контракта ещё на год.

### Павел Мамаев
20 сентября 2019 года, через три дня после освобождения, «Краснодар» расторг контракт с Мамаевым по взаимному согласию сторон.
28 сентября 2019 года Мамаев заключил двухлетний контракт с клубом «Ростов».
В декабре 2021 года «Химки» объявили о подписании контракта с футболистом. В составе подмосковной команды Павел Мамаев провёл одну игру в чемпионате России. С лета 2022 года находился в статусе свободного агента, а в начале февраля 2023 года объявил о завершении карьеры игрока.